# Pocket Tanks
Pocket Tanks — компьютерная игра в жанре пошаговая стратегия.  Два танка, принадлежащих двум разным игрокам, по очереди ведут перестрелку.

## Суть игры
Перед началом игры игроки выбирают оружие. Для этого формируется список из 20 видов оружия, которые могут повторяться. Всего в Shareware-версии игры 30 видов, в полной Deluxe — 320 видов на конец 2016 года. Оружие различается по воздействию (вид выстрела и количество очков за попадание) и может служить не только для зарабатывания очков (например, измеритель углов — Tracer).
В начале игры случайным образом генерируется карта, в разных концах которой располагаются танки. Каждый игрок (человек или компьютер) управляет одним из этих танков. Танк может четыре раза за всю партию передвигаться по карте на ограниченное расстояние. Однако танк может проехать не по всякой местности: чересчур крутые склоны он не сможет преодолеть.
Перед выстрелом игрок выбирает оружие, устанавливает угол наклона ствола и силу выстрела. После выстрела оружие исчезает из списка. Количество ходов в игре ограничено количеством оружия (20 ходов). Снаряд, вылетевший за левый или правый угол экрана, пропадает.
Победу одерживает тот игрок, который в конце раунда набрал большее количество очков. Очки начисляются за попадание во вражеский танк и снимаются за попадание в свой собственный.

## Оружие
При всей простоте игры наибольший интерес составляет использование оружия. Можно разделить его на следующие типы:
- Взрывающееся: в месте удара о землю вырастает взрыв, в радиусе которого происходит поражение танка.
- Роющее: стреляет через землю.
- Прямого поражения: не влияет на местность, но прибавляет очки только при прямом попадании в танк противника.
- Блокирующее: возводит препятствия на карте.
- Осколочное: способно поражать многократно с помощью осколков или частиц.
- Случайного попадания: место попадания не зависит от наводки игрока.
- Вспомогательное оружие: к нему можно отнести Трэйсер (Tracer), отображающий угол попадания при данной наводке.

## Дополнения
На сайте игры можно найти дополнения к игре, добавляющие порядка 250 новых видов оружия. Некоторые из них можно скачать бесплатно.